# 보은교육도서관
보은교육도서관(報恩敎育圖書館)은 대한민국 충청북도 보은군 소재의 도서관이다.

## 연혁
- 1971년 11월 3일 보은군립도서관 착공
- 1973년 5월 25일 보은군립도서관 준공
- 1973년 12월 28일 보은군립도서관 개관
- 1984년 2월 21일 국립중앙도서관 지정 시범도서관
- 1990년 3월 24일 교육청사로 이전
- 1991년 3월 29일 보은도서관으로 명칭 변경
- 1996년 9월 12일 현 청사로 이전개관
- 2003년 11월 28일 디지털자료실 신설
- 2008년 1월 18일 충청북도 보은평생학습관지정
- 2019년 3월 1일 보은교육도서관으로 명칭 변경

## 이용 안내
이용 시간
| 열람실       | 하절기(3월~10월) | 동절기(11월~2월) |
| ------------ | ---------------- | ---------------- |
| 일반열람실   | 08:00 ~ 22:00    | 08:00 ~ 21:00    |
| 자료열람실   | 09:00 ~ 18:00    | 09:00 ~ 18:00    |
| 디지털자료실 | 09:00 ~ 18:00    | 09:00 ~ 18:00    |

휴관일
- 매월 1,3째 월요일
- 법정 공휴일(2014년부터는 대체공휴일에도 휴관)
- 임시 휴관일